# Eastham (Massachusetts)
Pour les articles homonymes, voir Eastham.
Eastham est une ville sur Cap Cod dans Massachusetts, aux États-Unis.
C'est ici qu'un groupe de colons du Mayflower, qui avaient débarqué à Provincetown quelques jours auparavant le 21 novembre 1620, rencontrèrent pour la première fois des indiens de la tribu des Nausets avec qui il y eut quelques escarmouches. 
Eastham possède quelques belles plages de baie et l'Océan Atlantique. 